# Truyền hình âm nhạc
Truyền hình âm nhạc là một dạng chương trình truyền hình tập trung chủ yếu vào việc phát video âm nhạc (MV) của các nghệ sĩ, thường là trên các kênh truyền hình chuyên biệt phát sóng qua vệ tinh hoặc cáp.
Các kênh truyền hình âm nhạc có thể tự mình thực hiện những chương trình riêng, những bảng xếp hạng cũng như tự trao giải thưởng. Những ví dụ tiêu biểu có thể kể đến như: MTV (Mỹ), Channel UFX (Nam Ấn Độ), 4Music (Anh Quốc), 40 TV (Tây Ban Nha), Channel V (Hồng Kông), Mnet (Hàn Quốc), VIVA (Đức), Scuzz (Anh Quốc), MuchMusic (Canada), Kerrang! TV (Anh Quốc), RAC 105 TV (Catalunya), VH1 (Mỹ), Fuse (Mỹ) và Palladia (Mỹ).